# CHAGE and ASKA
CHAGE and ASKA（チャゲ・アンド・アスカ）は、日本の音楽ユニット。通称はチャゲアス。略表記はC&A。公式ファンクラブはTUG OF C&A。

## 概要
高校の同級生であったChageとASKAで結成し、1979年に「ひとり咲き」でデビュー。1980年には「万里の河」、1986年には「モーニングムーン」がヒット。1991年「SAY YES」が、オリコン13週連続1位を獲得し、ダブルミリオンを記録。
1992年には、ベスト・アルバム『SUPER BEST II』もダブルミリオンを記録し、オリコンアルバム年間1位を獲得。シングルでは「if」がミリオンを記録。1993年には「YAH YAH YAH/夢の番人」が、オリコン史上初となる同一歌手でのシングル2作品のダブルミリオンを記録し、オリコンシングル年間1位を獲得。
1994年には「HEART/NATURAL/On Your Mark」「めぐり逢い」がミリオンを記録。ユニット初の海外ツアーを開催し、1996年にアジア出身者初となる『MTVアンプラグド』出演を果たし、2000年には、韓国にて日本人初となる大規模ライブを開催。
2009年、ユニットでの無期限活動休止を宣言し、2013年に再始動を発表したが、ASKAの一過性脳虚血発作の疑いと薬物事件により白紙となり、デビュー40周年となる2019年8月25日、ASKAが脱退を発表した。

### バンド名の由来
アマチュアで活動していたときは、互いのニックネームを合わせた「チャゲと飛鳥」で活動を行っていたが、ヤマハポピュラーソングコンテストに出場した際に、司会者を担当していた大石吾朗が、本番で「チャゲ&飛鳥」と言った際に、2人は「&（アンド）」の方が良いと思ったと言う。

### バンド表記の変更
- チャゲ&飛鳥（1979年 - 1989年）[10][11]
- CHAGE&ASUKA（1989年 - 1990年）[11]
- CHAGE&ASKA（1990年 - 2000年）[11]
- CHAGE and ASKA（2001年 - ）[11]

## メンバー
| 名前             | 本名                            | 生年月日              | 出身地         | 血液型 | 在籍期間        |
| ---------------- | ------------------------------- | --------------------- | -------------- | ------ | --------------- |
| Chage （チャゲ） | 柴田 秀之 （しばた しゅうじ）   | 1958年1月6日（67歳）  | 福岡県北九州市 | B型    | 1979年 -        |
| ASKA （アスカ）  | 宮﨑 重明 （みやざき しげあき） | 1958年2月24日（67歳） | 福岡県大野城市 | A型    | 1979年 - 2019年 |

## 来歴

### 出会い、デビュー前
ChageとASKAの出会いは、高校時代からであり、ASKAが高校2年生のときに、父親の仕事の関係で札幌から福岡へ転校したことがきっかけである:112。高校3年生のとき、Chageが学園祭のために組んだバンドで練習をしていところ、隣の教室からバンド演奏にも勝るようなASKAの声量のある歌声が聞こえてきたという。当時、高校内では、ASKAは剣道の腕前が優れていることで有名であったため、ChageはASKAに「お前、剣道じゃなかったのか」と声をかけたという。
2人とも第一経済大学（現・日本経済大学）へ入学し、在学中にASKAは、Chageに「第15回ヤマハポピュラーソングコンテスト」への出場を提案し、別々で出場した。本コンテスト福岡大会にて、Chageがグランプリを獲得し、ASKAが最優秀歌唱賞を獲得。九州大会へ進む際に、ヤマハの九州地区担当ディレクター・秋吉恵介の勧めにより、初めてChageとASKAによるデュオが組まれた。その後、7人編成のバンド・チャゲと飛鳥として活動を始め、1978年10月開催の「第16回ヤマハポピュラーソングコンテスト」の直前にチャゲ&飛鳥となり、「流恋情歌」で、念願の「つま恋本選会」に出場し、入賞:373。
1979年5月開催の『第17回ヤマハポピュラーソングコンテスト』には「ひとり咲き」で「つま恋本選会」に出場するが、またしてもグランプリ獲得とはならず、入賞となった:373。しかし、デビューの話は進行していき、7人編成のバンドとしてではなく、ChageとASKAのみのデビューという方向で話が進んでいった。これで7人編成のバンドは解散となり、「第18回ヤマハポピュラーソングコンテスト」九州大会のゲスト出演という形で、7人編成最後のステージを行った。このライブでは、当時未完成だった楽曲「歌いつづける」を、バンドを去る5人への餞の曲として披露した:114。

### メジャーデビュー、レコード会社移籍
1979年8月25日に「九州から大型台風上陸! 熱い喉が衝き叫ぶ!」というキャッチコピーで、ワーナー・パイオニア（現・ワーナーミュージック・ジャパン）より、シングル「ひとり咲き」でデビュー。1980年2月には「第16回ヤマハポピュラーソングコンテスト」で披露された「流恋情歌」が、2ndシングルとしてリリースされ、4月には、それらのシングルを収録した1stアルバム『風舞』をリリース。その後、自身初となる全国コンサートツアーが9月まで開催された:374。
同年9月には、3rdシングル「万里の河」をリリース。自身初となるオリコントップ10入りを果たし、50万枚を超えるヒットとなった:374,387。10月には「学園祭コンサート」をスタートし:374、1981年2月には、2ndアルバム『熱風』をリリース。「万里の河」のヒットもあり、オリコンアルバムチャートにて1位を獲得。3月より、約60公演となるコンサートツアー「熱風」をスタート。8月には、田園コロシアムにて「THE 夏祭り '81」を開催。
10月には、5thシングル「男と女」をリリース:375。1982年は、1年を通してツアーの開催など、多忙に活動を行い、シングルとアルバムは2作ずつのリリースとなった:376。1983年も前年同様、コンサートツアーを積極的を開催し、中でも、9月、初めて国立代々木競技場第一体育館をコンサート会場として使用した:377。
1984年2月、10thシングル「MOON LIGHT BLUES」をリリース。「ひとり咲き」「万里の河」の路線イメージを脱却するため、打ち込みの音を利用するサウンドとなった。しかし、所属レコード会社のワーナー・パイオニアは、否定的であったことから、2人との間に亀裂が入った。3月よりコンサート「SUPER EVENT "INSIDE"」をスタート:378。4月には、Chageと石川優子がコラボレーションした「ふたりの愛ランド」が、45万枚を記録するヒットとなった。
1985年2月、12thシングル「誘惑のベルが鳴る」、13thシングル「オンリー・ロンリー」を同時リリース。3月から12月にかけてコンサートツアー「SHAKIN' NIGHT」、福岡・大阪で「THE 夏祭り '85」を開催。開催中となる10月、レコード会社をキャニオン・レコード（現・ポニーキャニオン）に移籍。ワーナー・パイオニアとの契約が完全に終了してから、移籍先を探し、キャニオン・レコードへの移籍となった。
移籍後、初作品となるベスト・アルバム『Standing Ovation』を12月にリリース:378。1986年2月には、移籍後初となった14thシングル「モーニングムーン」をリリース。本年は、シングル4枚、アルバム2枚、アナログ盤限定でミニアルバム1枚をリリースし、夏には、横浜スタジアムにてコンサートを開催するなど、1年を通して精力的な活動を行った:380。
1987年3月、ベスト・アルバム『SUPER BEST』をリリースし、4月より、全国55箇所で全国ツアーを開催。9月には、ASKAが飛鳥涼名義で「MY Mr.LONELY HEART」をリリース:382。同年、ChageとASKAは、光GENJIへの楽曲提供を行い、シングルとして「STAR LIGHT」「ガラスの十代」「パラダイス銀河」がヒットした。
1988年2月、20thシングル「恋人はワイン色」をリリースし、ユニット初のドラマ主題歌に起用された。本年は、シングル・アルバム共に2枚ずつリリースとなり、ASKAはソロ活動も並行して行った。5月から8月、10月から12月までは前年ツアーを開催している:383。デビュー10周年を迎える1989年3月には、23rdシングル「WALK」、6月には、24thシングル「LOVE SONG」をリリース。
デビュー日の8月25日には、12thアルバム『PRIDE』をリリース。1981年の2ndアルバム『熱風』以来となるオリコンアルバムチャート1位を獲得した。しかし、10月、Chageは新たなバンド・MULTI MAXを結成し、ASKAは12月に渡英したことで、CHAGE and ASKAは活動休止状態となった:384。1990年4月には、Chageも渡英。ASKAと合流し、ロンドンでレコーディングを始めた。
6月に2人が日本へ帰国後、25thシングル「DO YA DO」をリリースし、1981年の「万里の河」以来となるオリコントップ10入りを果たした。8月には、13thアルバム『SEE YA』をリリースし、50万枚を超える売上となった。リリース後には、本アルバムを引っ提げたツアー「SEE YA」が、1991年2月まで開催された:385-387。

### 「SAY YES」「YAH YAH YAH」などのヒット
1991年1月、アルバム『SEE YA』より「太陽と埃の中で」を26thシングルとしてリリース。シングルカットながらも、50万枚を超える売上を記録:387。3月から6月までは、ChageがMULTI MAXとして、ASKAはソロとしての活動を行った。特に、ASKAのソロ3rdシングル「はじまりはいつも雨」が、ロングヒットとなり、120万枚を記録した。
7月より、CHAGE and ASKAとして活動を再開し、フジテレビ系ドラマ『101回目のプロポーズ』主題歌に起用された27thシングル「SAY YES」をリリース。本楽曲は、オリコン13週連続1位を獲得し、累計280万枚以上を売り上げ、ユニット最大のヒット作品となった。9月より全国ツアー「SAY YES」を開催。
10月、14thアルバム『TREE』をリリース。本アルバムは、当時の最高初週売上であった99万枚を記録し、累計で235万枚を記録。11月には、収録曲「僕はこの瞳で嘘をつく」を、28thシングルとしてシングルカットし、80万枚を超える売上となった:387。1992年3月より全国ツアー「CONCERT TOUR 1992 BIG TREE」をスタートし、ベスト・アルバム『SUPER BEST II』をリリース。270万枚を売り上げ、同年のオリコン年間アルバムランキングで1位を獲得:388。
さらに「第6回日本ゴールドディスク大賞」では、主要7部門中6部門を受賞した。6月にASKAが、7月にChageが渡英し、レコーディングが開始された。その後、29thシングル「if」をリリースし、110万枚を記録:400。10月には、30thシングル「no no darlin'」をリリース。11月には、前述のシングルを収録した15thアルバム『GUYS』をリリース。140万枚を超える売上を記録した:400。Chageは10月に帰国し、年末までMULTI MAXとして活動を行った:400。
1993年1月、ASKAが帰国し、3月には、31stシングル「YAH YAH YAH/夢の番人」をリリース。「YAH YAH YAH」が、フジテレビ系ドラマ『振り返れば奴がいる』主題歌に起用されたこともあり、240万枚を超える売上を記録:401。同年のオリコン年間シングルランキング1位を獲得した。
さらに本年は「第7回日本ゴールドディスク大賞」を2年連続で受賞。3月から5月にかけて、フジサンケイグループのイベント「LIVE UFO」の一環として、東名阪でコンサート「LIVE UFO '93 CHAGE&ASKA GUYS 〜夢の番人〜」を開催。5月には、モナコにて開催された「ワールド・ミュージック・アワード」にアジア代表として初出場した。
8月には、32ndシングル「Sons and Daughters 〜それより僕が伝えたいのは」をリリースし、80万枚を記録:401。10月には、16thアルバム『RED HILL』をリリース。160万枚の売り上げを記録。さらに、アルバムリリースと同時にコンサートツアー「史上最大の作戦 THE LONGEST TOUR 1993-1994」をスタート:401。また、本年より、セーブ・ザ・チルドレン・ジャパンとのチャリティー活動で「Save the Children with CHAGE and ASKA」という募金活動を始めた。
デビュー15周年を迎える1994年も「第8回日本ゴールドディスク大賞」にてグランプリシングル賞などを受賞。5月には、3度目となる「ワールド・ミュージック・アワード」を受賞し、アジア代表として出場した。さらに、ユニット初のアジアツアー「ASIAN TOUR 1994」を香港・シンガポール・台湾で開催:401。
8月には、35thシングル「HEART/NATURAL/On Your Mark」をリリースし、115万枚を記録。さらに、ベスト・アルバム『Yin&Yang』もリリースされ、70万枚を売り上げた:402。11月には、36thシングル「めぐり逢い」をリリースし、125万枚を記録。シングルとして5作目となるミリオンセラーとなった:402。12月には、全英語詞の楽曲「Something There」をエンディングソングとして起用したハリウッド映画『ストリートファイター』が、全米を皮切りに全世界で公開された:402。本楽曲は翌年5月、37thシングルとしてリリースされ、55万枚を超える売上を記録:403。
1995年1月から3月にかけて、ASKAはソロ活動を行った。6月には、17thアルバム『Code Name.1 Brother Sun』をリリースし、75万枚を記録:403。コンサートツアー「CONCERT TOUR '95-'96 SUPER BEST 3 MISSION IMPOSSIBLE」をスタートさせ、さらに11月・1996年3月には、アジアツアー「ASIAN TOUR II - MISSION IMPOSSIBLE」を香港・シンガポール・台湾にて開催:403。
1996年2月、38thシングル「river」をリリースし、4月には、18thアルバム『CODE NAME.2 SISTER MOON』をリリース。45万枚を超える売上となった:403-404。6月に、アジア出身者としては初となる『MTVアンプラグド』へ出演し、7月にチャカ・カーン、ボーイ・ジョージ、マイケル・ハッチェンスなど、海外の実力派アーティストによるトリビュート・アルバム『one voice THE SONGS OF CHAGE&ASKA』をリリース。本アルバムは、音楽雑誌「ビルボード」にも取り上げられた。1997年以降は、ChageはMULTI MAXとして、ASKAはソロを中心に活動を始めた:404-405。

### デビュー20周年、セルフプロデュース
1999年3月、東芝EMI移籍後初作品となった39thシングル「この愛のために/VISION」をリリース。CHAGE and ASKAとしての活動を再開し、5月にはアコースティックライブを赤坂BLITZにて開催:406。デビュー20周年を迎えた8月25日には、自身初のセルフプロデュースによる19thアルバム『NO DOUBT』をリリース。コンサートツアー「CONCERT TOUR 電光石火」を開催し、11月には「ASIAN TOUR NO DOUBT」として北京・上海公演を開催。
12月、ベスト・アルバム『CHAGE&ASKA VERY BEST ROLL OVER 20TH』をリリース。45万枚を超える売上を記録した:406。大晦日には、故郷・福岡でユニット初のドーム公演にして初のカウントダウンライブ「千年夜一夜ライブ 〜福岡ドーム 僕らがホーム〜」を開催:406。
2000年8月、韓国の第3次日本文化開放に伴い、ソウル・蚕室体操競技場にて日本人アーティスト初となる大規模公演を開催。2001年1月、ユニバーサルミュージックへ移籍し、4月、41stシングル「ロケットの樹の下で」を皮切りにシングル4枚をリリース。8月には、各野外イベントに出演し、9月より、ホール会場中心のコンサートツアー「CHAGE and ASKA CONCERT TOUR 01>>02 NOT AT ALL」を開催。
ツアー中の12月、20thアルバム『NOT AT ALL』をリリース。2002年9月には、21年ぶりとなる学園祭ライブを青山学院大学にて開催し、コンサートツアー「CHAGE and ASKA CONCERT TOUR 02-03 THE LIVE」を翌年5月まで開催。さらに、セルフカバー・アルバム『STAMP』をリリース。
2003年8月、野外イベント「サウンドコニファー229」にて、小田和正や財津和夫などと共演を行った。「RISING SUN ROCK FESTIVAL 2003 in EZO」やその他イベントにも精力的に出演を行った。9月には、STARDUST REVUEとのコラボレーションシングル「デェラ・シエラ・ム」をリリース。年末には、札幌ドームにて2度目となるカウントダウン・ライブ「CHAGE and ASKA COUNT DOWN LIVE 03>>04 in SAPPORO DOME」を開催。
2004年4月より、コンサートツアー「CHAGE and ASKA CONCERT TOUR 2004 two-five」をスタートし、デビュー25周年となる8月25日には、45thシングル「36度線 -1995夏-」をリリース。リリース直後、東京・お台場野外特設会場にて「CHAGE and ASKA 25th Anniversary Special チャゲ&飛鳥 熱風コンサート」を開催。11月には、慶應義塾大学「三田祭」の前夜祭ライブを開催、12月には、46thシングル「僕はMusic」をリリース。
2005年は、お互いソロ活動を中心に行い、2006年12月には、国立代々木競技場第一体育館にて「Point Green Live 2006」が開催され、徳永英明、岡本真夜とともに出演した。2007年1月、47thシングル「Man and Woman」、48thシングル「Here & There」を同時リリース。同月24日には、21stアルバム『DOUBLE』をリリース。3月から7月にかけてコンサートツアー「CHAGE and ASKA Concert tour 2007 DOUBLE」を開催し、11月より、上海大舞台（旧・上海体育館）での公演を皮切りに、8年ぶりにアコースティックライブ「CHAGE and ASKA Concert 2007 alive in live」を開催。

### デビュー30周年、無期限活動休止とASKAの逮捕
デビュー30周年を迎える2009年に入り、1月に一部のメディアにより、CHAGE and ASKAの解散が報道された。所属事務所のロックダムアーティスツは、解散を否定し、後日、CHAGE and ASKAとしての活動を無期限休止とし、お互いソロ活動に専念することを正式発表した。2月にはベスト・アルバム『CHAGE and ASKA VERY BEST NOTHING BUT C&A』をリリース。
2013年1月、CHAGE and ASKAの活動を再開することが公式サイトにて発表された。同年8月末には、国立代々木競技場第一体育館にて復活ライブを開催予定であったが、6月にASKAに一過性脳虚血症の疑いがあり、静養が必要と診断されたため、ライブを延期することが発表された。
しかし、8月、週刊文春がASKAの薬物使用疑惑を報じた。10月、ASKAは活動自粛する形となったが、2014年5月、覚醒剤取締法違反（所持）の疑いで逮捕された。逮捕に伴い、ASKA・CHAGE and ASKAの音楽・映像、および関連商品の販売中止・回収と、全楽曲・映像のデジタル配信停止が発表された。6月にはロックダムアーティスツが、ASKAの契約解除を発表。ファンクラブ「TUG OF C&A」も、8月末をもって休止予定であることも併せて発表され、7月には、セーブ・ザ・チルドレン・ジャパンからの申し出より「Save the Children with CHAGE and ASKA」の活動を終了した。

2017年2月、ASKAが事件後初めてソロでスタジオ・アルバム『Too many people』をリリースし、音楽活動を一部再開した。
5月、ベスト・アルバム『CHAGE&ASKA VERY BEST ROLL OVER 20TH』が、Chageのライブツアーにて、会場販売されることが公式サイトにて発表された。ASKAの逮捕の影響で、CHAGE and ASKA、およびASKAのCD・DVD等は販売中止となり、廃盤状態となっていたため、ASKAの逮捕後、CHAGE and ASKAのCDが再リリースされるのは今回が初めてとなった。
その後も、順次に作品の再リリースが発表され、7月には『CHAGE&ASKA VERY BEST ROLL OVER 20TH』、11月には、2000年より前にリリースされたアルバムとシングルの配信が再開された。さらに『VERY BEST ROLL OVER 20TH』に続き『SUPER BEST II』『THE STORY of BALLAD』『THE STORY of BALLAD II』のCD販売が再開された。
2018年3月、映像作品『千年夜一夜ライブ 〜福岡ドーム 僕らがホーム〜』『ASIAN TOUR IN TAIPEI』『MTV UNPLUGGED LIVE』『CHAGE and ASKA LIVE DVD BOX 1』『CHAGE and ASKA LIVE DVD BOX 2』『CHAGE and ASKA LIVE DVD BOX 3』の販売が再開され、4月には、ヤマハミュージックコミュニケーションズより再リリースされた『風舞』から『NO DOUBT』までのアルバムが販売再開された。11月には、2001年以降にリリースされたユニバーサルミュージック発売元の作品が販売再開された。

### デビュー40周年、ASKAの脱退
デビュー40周年となる2019年8月25日、映像作品『CHAGE and ASKA LIVE DVD BOX 4』『CHAGE&ASKA LIVE IN KOREA 韓日親善コンサート Aug.2000』をリリース。『CHAGE and ASKA LIVE DVD BOX 4』は、期間限定の完全受注生産であり、「CHAGE and ASKA ASIAN TOUR 1994 LIVE IN HONG KONG」「CHAGE&ASKA CONCERT TOUR 電光石火 ～TUG OF C&A PRESENTS PREVIEW in 幕張メッセ～ Aug.1999」「CHAGE&ASKA LIVE IN KOREA 韓日親善コンサート Aug.2000」が収録された。そして同日、ASKAがCHAGE and ASKAからの脱退を発表した。
2020年5月、1989年から1994年にかけてVHSビデオでリリースされ、廃盤となっていた『WALK』『SEE YA』『TREE』『Go to Eleven ～GUYS〜』『RED HILL』『On Your Mark』が、DVDで順次リリースされることが発表された。

### デビュー45周年
デビュー45周年を迎えた2024年8月25日を記念し、全楽曲をサブスクリプション解禁することを発表した。デビュー記念日の8月25日、ベスト・アルバム『CHAGE&ASKA VERY BEST ROLL OVER 20TH』の配信を開始。10月1日には、残りすべてのアルバム、およびシングルの配信が開始された。

## 音楽性

### 制作
Chage、ASKA各々の自作曲をレパートリーとし、大半のシングル曲の作詞・作曲は、ASKAが担当している。メインボーカルは、原則的に作曲者が担当するが、Chageが作曲、ASKAが作詞を手がけた楽曲や、初期の一部のChage曲では、ASKAがメインボーカルを務めている。デビュー当時は、ギターでの楽曲制作をしており「演歌フォーク」「大陸的なサウンド」などと評されていた。しかし、デビュー5年目となる1984年頃から、キーボードやコンピュータなどを使った楽曲制作へと変わり、ポップスやロック色が強まっていった。
1990年リリースのアルバム『SEE YA』は、ロンドンで制作され、そして1991年に大ヒットとなる「SAY YES」がリリースされた。このヒットにより、CHAGE and ASKAは「シンセサイザーを使ったロマンチックなバラードを歌うラブソングの旗手」というイメージが定着した。なお、コンピュータでの打ち込みは、小室哲哉率いるTM NETWORKがイメージされているが、実際は、CHAGE and ASKAも早くからコンピュータによる打ち込みを始めている。
作品に関して、大衆から売上枚数が注目されたりすることがあるが「SAY YES」「Something There」のリリース時に、2人は「楽曲を作った時のテンションが注がれている状態で発売することが自分達のやり方」「売上枚数の数字ばかりが注目されるが、それらに対して意味はない」とコメントしている。

### コンサートの二人の距離
コンサート等でステージに立つ際の2人の距離（正確には、2人の使用するマイクスタンドの間隔）は、基本的に「210cm」と決まっており、2004年のコンサートツアーの際に発行されたオフィシャルブック「two-five」でも取り上げられている。「two-five」では、理由について「手を伸ばしても相手にぶつかることなく、3歩足を踏み出せば、それぞれの肩に触れることができる」「お互いがお互いを引き立て合い、時に大きく、時にCHAGE and ASKAとしてのまとまりを見せてくれる」と、述べられている。
また、フジテレビ系『トリビアの泉 〜素晴らしきムダ知識〜』では、実際にライブ映像などを元に、画像解析を行ってこれを検証したことがあり、その際にも検証に使用されたほぼ全ての映像で2人の距離が210cmであることが確認されている。しかし、テレビ番組などでは、もっと狭い距離の場合も多い。

### 初めての記録
1991年、シングル「SAY YES」が、250万枚以上の売上を記録し、1980年代のレコード市場には予測できなかった記録を作り、1992年に「第6回日本ゴールドディスク大賞」を受賞した際、シングルを390万枚売り上げての受賞となり、1990年に記録したサザンオールスターズの60.4万枚の記録を大きく更新した。翌年の1993年の「第6回日本ゴールドディスク大賞」も受賞しており、アルバム売上が409万枚となり、1990年代のCDとMDの普及の基となった。
また、自身のライブ「CHAGE&ASKA CONCERT MOVIE GUYS」を1992年末に上映した。当時、ライブを映画化するのは失敗すると言われていた時代に大ヒットさせ、この常識を覆した。他には、1983年に国立代々木競技場第一体育館にて初となるコンサートを開催、1996年には、日本人初となる『MTVアンプラグド』出演、2000年には、韓国にて日本人初の大規模ライブを開催している。
2006年9月、自身のアルバム21枚、Chageのアルバム1枚、ASKAのアルバム5枚、MULTI MAXのアルバム6枚が、iTunes Storeにて全世界に配信された。日本のメジャーアーティストが全アルバムを配信するのは、初の試みである。シングルは、日本でのiTunes Storeが開始された2005年8月から配信されている。

### プロモーション活動
デビュー当時から、ASKAは音楽番組での披露の際は、テレビサイズ（番組の放送時間に合わせて、楽曲を短く演奏すること）に抵抗があり、フルサイズでの披露を強く希望していたという。また「テレビサイズを受け入れなかったから、自分たちの輪郭を世の中に見てもらえるようになった」と語っているが、「SAY YES」の頃からは、テレビサイズも受け入れ始めたとしている。

### ファン層
ファンクラブのファンは、8割以上が女性であり、年齢別では「SAY YES」「YAH YAH YAH」がリリースされた時期の10代・20代からの支持が最も多い。

### 不仲説・解散騒動
2人には、人気や収入の格差などで不仲説が度々流れることがあるが、2人は高校からの付き合いでもあり、テレビ出演時に喧嘩は一度もないと、ChageもASKAもお互い不仲説を否定している。
1996年、CHAGE and ASKAの活動休止を発表し、翌年の1997年よりお互いソロ活動が発表された際も、メディアによって解散説が流された。2009年、無期限活動休止の際は、2人の不仲説や音楽性の違いで解散する、とメディアで流された。実際、ChageとASKAで話し合い「中途半端で活動するなら解散しよう」と話しあっていたという。しかし、2人は話を詰めるうちに「解散はやめよう」と決め、活動休止を選んでいる。ASKAも「50歳になると色々考える時期で、1人で作るとしたらどれくらいやれるのか今は興味があるけど、気持ちが乗ってきたら、チャゲアスをやろうという気持ちもある」と話している。
2014年のASKAの薬物事件により、CHAGE and ASKAの解散が報道された。しかし、活動休止を継続していたが、2017年にASKAがフジテレビ系情報番組『ノンストップ!』に出演した際に「今、チャゲアスの復活はない。いずれは復活したい」と述べた。しかし、2019年、ASKAは脱退を表明。同時に、当時の時点ではChageとは弁護士を通じてのやり取りしか出来なくなっていることを示唆した。形式上は、Chage1人のグループという扱いになっているが、これにより、グループは事実上の解散となった。
2022年6月13日、ASKAが古舘伊知郎との対談で「きっと、2人になれば『色々あったな』って言い合えるんですけど。なかなかその機会がなくて、もうお前そんなこと言ってる歳じゃないぞと。64、65になって、あと何年声が出るんだと。僕は自分にそれを突き付けてるから、あいつも同じように突き付けなきゃダメ。僕も頑ななときはありましたけど、今はもっと（Chageが）頑なだから。それをほぐしていくのが、僕の役目かもしれない」と話し、CHAGE and ASKA復活の可能性について、言及した。
前述の通り、両者の関係は、一時期は弁護士を通してのやり取りしか出来なくなったとされていたが、後年には、ASKAの事実上の脱退後も、Chageとの関係は付かず離れずな状態で続いていたことが示唆されており、先述のサブスクリプションサービスでの配信開始を伝えたASKAのブログでは、4年前（2020年ごろ）から解禁の打診がChageからあったことと、直近にも電話で両者が1時間ほど話した旨が綴られている。

## 評価
ミュージシャンやシンガーソングライターでは、堂本剛（KinKi Kids）、藤巻亮太（レミオロメン）、星野源、スキマスイッチ、鬼龍院翔（ゴールデンボンバー）、綾小路翔（氣志團）、中田裕二、澤野弘之、小林祐介（THE NOVEMBERS）などが、CHAGE and ASKAやソロの楽曲に影響を受けたと語っている。
ミュージシャン以外にも、天海祐希、万城目学、村田修一、和久井映見、中野浩一、吉田秀彦、中島史恵、ビビる大木、ケンドーコバヤシ、小池栄子、松陰寺太勇（ぺこぱ）など、多岐にわたって活躍する人達がファンを公言している。
1990年代、テレビ等でChageとASKAのモノマネをする人が多く現れ、その中でもウッチャンナンチャンが自身の番組『ウッチャンナンチャンのやるならやらねば!』（フジテレビ系）の企画「CHAKE&YASKA 栄光の軌跡」で、CHAGE and ASKAのモノマネを行い、本人達にも公認とされた。
2003年にHMVが発表した「邦楽アーティストの重要な100人」の62位に選ばれている。2018年に女性SPA!が調査した「復活してほしい音楽グループランキング」にて、19位にランクインしている。

## 賞・記録

### 日本レコード大賞
- 第33回日本レコード大賞
  - 「ゴールド・ディスク賞」受賞（「SAY YES」）
  - 「作曲賞」受賞（「SAY YES」）

### 日本ゴールドディスク大賞
- 第2回日本ゴールドディスク大賞
  - 「作曲賞」受賞（「STAR LIGHT」）[89]
- 第6回日本ゴールドディスク大賞
  - 「日本ゴールドディスク大賞」受賞[90]
  - 「ベスト5アーティスト賞」受賞[90]
  - 「グランプリ・シングル賞」受賞（「SAY YES」）[90]
  - 「ベスト5シングル賞」受賞（「SAY YES」）[90]
  - 「グランプリ・アルバム賞」受賞（『TREE』）[90]
  - 「アルバム賞」受賞（『TREE』）[90]
- 第7回日本ゴールドディスク大賞
  - 「日本ゴールドディスク大賞」受賞[91]
  - 「ベスト5アーティスト賞」受賞[91]
  - 「アルバム賞」受賞（『SUPER BEST II』）[91]
- 第8回日本ゴールドディスク大賞
  - 「ベスト5アーティスト賞」受賞[92]
  - 「グランプリ・シングル賞」受賞（「SAY YES」）[92]
  - 「ベスト5シングル賞」受賞（「YAH YAH YAH/夢の番人」）[92]

### ワールド・ミュージック・アワード
- ワールド・ミュージック・アワード1992
  - 「Best-Selling Artist (Japan)」受賞
  - 「Best-Selling Artist (Asia)」受賞
- ワールド・ミュージック・アワード1993
  - 「Best-Selling Artist (Japan)」受賞
  - 「Best-Selling Artist (Asia)」受賞
- ワールド・ミュージック・アワード1994
  - 「Best-Selling Artist (Japan)」受賞
  - 「Best-Selling Artist (Asia)」受賞

### JASRAC賞
- 1993年「金賞」受賞（「SAY YES」）
- 1993年「銀賞」受賞（「僕はこの瞳で嘘をつく」）

### MTV JAPAN
- 1995年「International Viewer's Choice Award」受賞（「Something There」）

### オリコン
- シングル・アルバム総売上：3141万枚（歴代13位、2016年12月現在）[93]
- グループ&ソロ作品シングル・アルバム同時週間1位：1991年8月26日付（シングル「SAY YES」、アルバム『SCENE II』（ASKA））[注釈 4][94]

#### シングル記録
- シングル総売上枚数：1649.2万枚（2019年9月現在）[注釈 5]
- シングルミリオン獲得数：5作品（ミリオン3作品・ダブルミリオン2作品）（歴代5位タイ、2016年12月現在）[注釈 6][93]
- 連続ミリオン獲得年数：4年（歴代3位タイ、2020年1月現在）[96][97][注釈 7]
- シングル歴代売上ランキング
  - 7位「SAY YES」[98]
  - 11位「YAH YAH YAH/夢の番人」

SMAP「世界に一つだけの花」に売上を抜かれる前は「YAH YAH YAH/夢の番人」が、オリコン歴代シングル売上10位を記録しており、歴代TOP10に「SAY YES」「YAH YAH YAH/夢の番人」がランクインしていた。同一アーティストで2作ランクインしていたのは、CHAGE and ASKAのみであった[99]。なお、シングル2作品ダブルミリオンをもつ同一アーティストとして、歴代1位タイ[93][注釈 8]。
- 歴代週間連続1位獲得数：シングル「SAY YES」（13週連続・歴代5位）[100]

#### アルバム記録
- アルバムミリオン獲得数：ミリオン2作品・ダブルミリオン2作品（歴代14位タイ）
- アルバム1位獲得数：12作品（歴代17位タイ、2017年1月現在）
- アルバム10位以内獲得数：28作品（歴代11位タイ、2012年12月現在）
- 1993年10月18日付のオリコンチャートにて、アルバムの総売上が1,000万枚を突破し、ボーカルグループとして初となる快挙となった[101]。
- 3年代アルバム1位獲得：1980〜2000年代[注釈 9][102]
- 15thアルバム『TREE』は、男性ユニットとして初の累計売上枚数が200万枚を突破した作品となった[103]。
- ベスト・アルバム『SUPER BEST II』は、男性ユニットとして史上最速で200万枚を突破した作品となった[103]。

## 作品
順位は、オリコンにおける最高順位。太字の順位は、オリコンによる累計売上枚数がミリオンセラー以上を記録している作品。

### シングル
|                                                        | 発売日                        | タイトル                                      | 順位                          | 収録アルバム                  |
| ワーナー・パイオニア レーベル                          | ワーナー・パイオニア レーベル | ワーナー・パイオニア レーベル                 | ワーナー・パイオニア レーベル | ワーナー・パイオニア レーベル |
| ------------------------------------------------------ | ----------------------------- | --------------------------------------------- | ----------------------------- | ----------------------------- |
| 1st                                                    | 1979年8月25日                 | ひとり咲き                                    | 24位                          | 風舞                          |
| 2nd                                                    | 1980年2月25日                 | 流恋情歌                                      | 56位                          | 風舞                          |
| 3rd                                                    | 1980年9月25日                 | 万里の河                                      | 6位                           | 熱風                          |
| 4th                                                    | 1981年5月25日                 | 放浪人 (TABIBITO)                             | 30位                          | 黄昏の騎士                    |
| 5th                                                    | 1981年10月25日                | 男と女                                        | 28位                          | 黄昏の騎士                    |
| 6th                                                    | 1982年4月25日                 | 熱い想い                                      | 51位                          | 熱い想い                      |
| 7th                                                    | 1982年10月25日                | 北風物語                                      | 27位                          | 熱い想い                      |
| 8th                                                    | 1983年4月23日                 | マリオネット                                  | 38位                          | CHAGE&ASUKA IV -21世紀-       |
| 9th                                                    | 1983年9月28日                 | 華やかに傷ついて                              | 46位                          | INSIDE                        |
| 10th                                                   | 1984年2月22日                 | MOON LIGHT BLUES                              | 52位                          | INSIDE                        |
| 11th                                                   | 1984年10月25日                | 標的 (ターゲット)                             | 38位                          | Z=One                         |
| 12th                                                   | 1985年2月25日                 | 誘惑のベルが鳴る                              | 44位                          | Z=One                         |
| 13th                                                   | 1985年2月25日                 | オンリー・ロンリー                            | 42位                          | Z=One                         |
| ポニーキャニオン（キャニオン・レコードも含む）レーベル |                               |                                               |                               |                               |
| 14th                                                   | 1986年2月5日                  | モーニングムーン                              | 11位                          | TURNING POINT                 |
| 15th                                                   | 1986年5月21日                 | 黄昏を待たずに                                | 17位                          | MIX BLOOD                     |
| 16th                                                   | 1986年8月21日                 | Count Down                                    | 20位                          | SUPER BEST                    |
| 17th                                                   | 1986年11月21日                | 指環が泣いた                                  | 18位                          | Mr.ASIA                       |
| 18th                                                   | 1987年4月21日                 | SAILOR MAN                                    | 13位                          | Mr.ASIA                       |
| 19th                                                   | 1987年10月5日                 | ロマンシングヤード                            | 23位                          | RHAPSODY                      |
| 20th                                                   | 1988年2月5日                  | 恋人はワイン色                                | 16位                          | RHAPSODY                      |
| 21st                                                   | 1988年5月21日                 | ラプソディ                                    | 22位                          | RHAPSODY                      |
| 22nd                                                   | 1988年10月5日                 | Trip                                          | 14位                          | ENERGY                        |
| 23rd                                                   | 1989年3月8日                  | WALK                                          | 20位                          | PRIDE                         |
| 24th                                                   | 1989年6月21日                 | LOVE SONG                                     | 20位                          | PRIDE                         |
| 25th                                                   | 1990年6月27日                 | DO YA DO                                      | 10位                          | SEE YA                        |
| 26th                                                   | 1991年1月30日                 | 太陽と埃の中で                                | 3位                           | SEE YA                        |
| 27th                                                   | 1991年7月24日                 | SAY YES                                       | 1位                           | TREE                          |
| 28th                                                   | 1991年11月21日                | 僕はこの瞳で嘘をつく                          | 1位                           | TREE                          |
| 29th                                                   | 1992年7月1日                  | if                                            | 1位                           | GUYS                          |
| 30th                                                   | 1992年10月10日                | no no darlin'                                 | 2位                           | GUYS                          |
| 31st                                                   | 1993年3月3日                  | YAH YAH YAH/夢の番人                          | 1位                           | RED HILL                      |
| 32nd                                                   | 1993年8月20日                 | Sons and Daughters 〜それより僕が伝えたいのは | 1位                           | RED HILL                      |
| 33rd                                                   | 1993年11月19日                | You are free                                  | 5位                           | RED HILL                      |
| 34th                                                   | 1993年11月19日                | なぜに君は帰らない                            | 4位                           | RED HILL                      |
| 35th                                                   | 1994年8月3日                  | HEART/NATURAL/On Your Mark                    | 1位                           | Code Name.1 Brother Sun       |
| 36th                                                   | 1994年11月16日                | めぐり逢い                                    | 1位                           | Code Name.1 Brother Sun       |
| 37th                                                   | 1995年5月10日                 | Something There                               | 2位                           | Code Name.1 Brother Sun       |
| 38th                                                   | 1996年2月19日                 | river                                         | 2位                           | CODE NAME.2 SISTER MOON       |
| 東芝EMI レーベル                                       |                               |                                               |                               |                               |
| 39th                                                   | 1999年3月10日                 | この愛のために/VISION                         | 3位                           | NO DOUBT                      |
| 40th                                                   | 1999年6月9日                  | 群れ                                          | 7位                           | NO DOUBT                      |
| ユニバーサルミュージック レーベル                      |                               |                                               |                               |                               |
| 41st                                                   | 2001年4月25日                 | ロケットの樹の下で                            | 8位                           | NOT AT ALL                    |
| 42nd                                                   | 2001年8月8日                  | パラシュートの部屋で                          | 6位                           | NOT AT ALL                    |
| 43rd                                                   | 2001年9月19日                 | C-46                                          | 6位                           | NOT AT ALL                    |
| 44th                                                   | 2001年11月28日                | 夢の飛礫                                      | 9位                           | NOT AT ALL                    |
| 45th                                                   | 2004年8月25日                 | 36度線 -1995夏-                               | 6位                           | DOUBLE                        |
| 46th                                                   | 2004年12月8日                 | 僕はMusic                                     | 7位                           | DOUBLE                        |
| 47th                                                   | 2007年1月10日                 | Man and Woman                                 | 2位                           | DOUBLE                        |
| 48th                                                   | 2007年1月10日                 | Here & There                                  | 3位                           | DOUBLE                        |

#### 企画シングル
| 発売日                            | タイトル                  | 順位                      | 収録アルバム              |
| ポニーキャニオン レーベル         | ポニーキャニオン レーベル | ポニーキャニオン レーベル | ポニーキャニオン レーベル |
| --------------------------------- | ------------------------- | ------------------------- | ------------------------- |
| 1992年3月25日                     | WALK                      | 3位                       | SUPER BEST II             |
| 1992年3月25日                     | LOVE SONG                 | 1位                       | SUPER BEST II             |
| ユニバーサルミュージック レーベル |                           |                           |                           |
| 2003年9月10日                     | デェラ・シエラ・ム        | 3位                       | 未収録                    |
| 2004年4月7日                      | SEAMLESS SINGLES          | 13位                      | 未収録                    |

### アルバム

#### オリジナルアルバム
|                                                        | 発売日                        | タイトル                      | 順位                          |
| ワーナー・パイオニア レーベル                          | ワーナー・パイオニア レーベル | ワーナー・パイオニア レーベル | ワーナー・パイオニア レーベル |
| ------------------------------------------------------ | ----------------------------- | ----------------------------- | ----------------------------- |
| 1st                                                    | 1980年4月25日                 | 風舞                          | 11位                          |
| 2nd                                                    | 1981年2月25日                 | 熱風                          | 1位                           |
| 3rd                                                    | 1982年2月14日                 | 黄昏の騎士                    | 5位                           |
| 4th                                                    | 1983年6月29日                 | CHAGE&ASUKA IV -21世紀-       | 8位                           |
| 5th                                                    | 1984年3月25日                 | INSIDE                        | 14位                          |
| 6th                                                    | 1985年1月25日                 | Z=One                         | 9位                           |
| ポニーキャニオン（キャニオン・レコードも含む）レーベル |                               |                               |                               |
| 7th                                                    | 1986年4月21日                 | TURNING POINT                 | 4位                           |
| 8th                                                    | 1986年9月21日                 | MIX BLOOD                     | 3位                           |
| 9th                                                    | 1987年5月21日                 | Mr.ASIA                       | 4位                           |
| 10th                                                   | 1988年3月5日                  | RHAPSODY                      | 4位                           |
| 11th                                                   | 1988年11月21日                | ENERGY                        | 6位                           |
| 12th                                                   | 1989年8月25日                 | PRIDE                         | 1位                           |
| 13th                                                   | 1990年8月29日                 | SEE YA                        | 4位                           |
| 14th                                                   | 1991年10月10日                | TREE                          | 1位                           |
| 15th                                                   | 1992年11月7日                 | GUYS                          | 1位                           |
| 16th                                                   | 1993年10月10日                | RED HILL                      | 1位                           |
| 17th                                                   | 1995年6月28日                 | Code Name.1 Brother Sun       | 1位                           |
| 18th                                                   | 1996年4月22日                 | CODE NAME.2 SISTER MOON       | 2位                           |
| 東芝EMI レーベル                                       |                               |                               |                               |
| 19th                                                   | 1999年8月25日                 | NO DOUBT                      | 1位                           |
| ユニバーサルミュージック レーベル                      |                               |                               |                               |
| 20th                                                   | 2001年12月27日                | NOT AT ALL                    | 10位                          |
| 21st                                                   | 2007年1月24日                 | DOUBLE                        | 4位                           |

#### ライブアルバム
|     | 発売日         | タイトル                                                              | 順位 |
| --- | -------------- | --------------------------------------------------------------------- | ---- |
| 1st | 1981年9月10日  | ライブ・イン田園コロシアム 〜The 夏祭り '81                           | 6位  |
| 2nd | 2009年10月21日 | ライブ・イン田園コロシアム 完全収録盤 〜二人がチャゲ&飛鳥になった日〜 | 36位 |
| 3rd | 1983年11月16日 | 1983.9.30 CHAGE&ASUKA LIVE IN YOYOGI STADIUM                          | 17位 |
| 3rd | 2009年9月23日  | 1983.9.30 CHAGE&ASUKA LIVE IN YOYOGI STADIUM                          | 57位 |
| 4th | 1996年10月7日  | MTV UNPLUGGED LIVE                                                    | 1位  |

#### サウンドトラック
| 発売日        | タイトル | 順位 |
| ------------- | -------- | ---- |
| 1982年5月25日 | 熱い想い | 6位  |

#### ミニアルバム
|     | 発売日         | タイトル              | 順位 |
| --- | -------------- | --------------------- | ---- |
| 1st | 1986年12月5日  | Snow Mail             | 18位 |
| 2nd | 2009年11月25日 | Snow Mail add 3 songs | 65位 |

#### セルフカバーアルバム
|     | 発売日         | タイトル | 順位 |
| --- | -------------- | -------- | ---- |
| 1st | 2002年11月20日 | STAMP    | 1位  |

#### ベストアルバム

##### 国内盤
| 発売日                                                 | タイトル                                 | 順位                          |
| ワーナー・パイオニア レーベル                          | ワーナー・パイオニア レーベル            | ワーナー・パイオニア レーベル |
| ------------------------------------------------------ | ---------------------------------------- | ----------------------------- |
| 1982年12月21日                                         | 1979-1982 BEST                           | 60位                          |
| ポニーキャニオン（キャニオン・レコードも含む）レーベル |                                          |                               |
| 1985年12月5日                                          | Standing Ovation                         | 23位                          |
| 1987年3月5日                                           | SUPER BEST                               | 11位                          |
| 1990年2月7日                                           | THE STORY of BALLAD                      | 2位                           |
| 1992年3月25日                                          | SUPER BEST II                            | 1位                           |
| 1994年8月25日                                          | Yin&Yang                                 | 1位                           |
| 東芝EMI レーベル                                       |                                          |                               |
| 1999年12月16日                                         | CHAGE&ASKA VERY BEST ROLL OVER 20TH      | 2位                           |
| ヤマハミュージックコミュニケーションズ レーベル        |                                          |                               |
| 2004年11月3日                                          | THE STORY of BALLAD II                   | 22位                          |
| ユニバーサルミュージック レーベル                      |                                          |                               |
| 2009年2月4日                                           | CHAGE and ASKA VERY BEST NOTHING BUT C&A | 2位                           |

##### 海外盤
| 発売国                                                                           | 発売日                        | タイトル                           |
| ワーナー・パイオニア レーベル                                                    | ワーナー・パイオニア レーベル | ワーナー・パイオニア レーベル      |
| -------------------------------------------------------------------------------- | ----------------------------- | ---------------------------------- |
| 中華民国の旗 · シンガポールの旗                                                  | 1993年5月17日                 | 倆心知〜原創紀念歌集               |
| 中華人民共和国の旗                                                               | 1995年12月20日                | 倆心知〜原創紀念歌集               |
| 西欧同盟の旗                                                                     | 1994年7月22日                 | Singles - The European Collection  |
| 中華民国の旗 · 香港の旗 · シンガポールの旗 · マレーシアの旗                      | 1998年1月13日                 | GREATEST HITS                      |
| 中華民国の旗                                                                     | 1999年2月10日                 | 倆角形 Duet Angle 20th anniversary |
| 大韓民国の旗                                                                     | 2004年1月13日                 | THE BEST                           |
| 中華人民共和国の旗 · 香港の旗 · シンガポールの旗 · マレーシアの旗 · タイ王国の旗 | 2008年4月23日                 | Asian Communications Best          |

#### カラオケアルバム
|     | 発売日        | タイトル           |
| --- | ------------- | ------------------ |
| 1st | 1988年9月21日 | オリジナルカラオケ |

#### トリビュートアルバム
|                               | 発売国                        | 発売日                        | タイトル                          | 順位                          |
| ワーナー・パイオニア レーベル | ワーナー・パイオニア レーベル | ワーナー・パイオニア レーベル | ワーナー・パイオニア レーベル     | ワーナー・パイオニア レーベル |
| ----------------------------- | ----------------------------- | ----------------------------- | --------------------------------- | ----------------------------- |
| 1st                           | イギリスの旗                  | 1996年7月8日                  | one voice THE SONGS OF CHAGE&ASKA | -                             |
| 1st                           | 日本の旗                      | 1996年7月31日                 | one voice THE SONGS OF CHAGE&ASKA | 9位                           |
| 1st                           | 大韓民国の旗                  | 2000年8月                     | one voice THE SONGS OF CHAGE&ASKA | -                             |

### ボックスセット
|     | 発売日         | タイトル                                              | 順位 |
| --- | -------------- | ----------------------------------------------------- | ---- |
| 1st | 1988年6月21日  | CD BOX-5                                              | -    |
| 2nd | 1993年12月17日 | CHAGE&ASKA THE LONGEST TOUR MEMORIAL                  | 40位 |
| 3rd | 1994年12月16日 | SUPER BEST BOX SINGLE HISTORY 1979-1994 AND Snow Mail | 1位  |
| 4th | 2004年6月23日  | CHAGE and ASKA 25th Anniversary BOX-1 1980-1985       | 55位 |
| 5th | 2004年7月28日  | CHAGE and ASKA 25th Anniversary BOX-2 1986-1990       | 50位 |
| 6th | 2004年8月25日  | CHAGE and ASKA 25th Anniversary BOX-3 1991-2001       | 42位 |

### 映像作品
一部作品は、レーザーディスクやベータマックスでも発売された。『THE夏祭り チャゲ&飛鳥 大阪城LIVE』は、ステレオ録画だが、ハイファイVHSデッキ発売前であったため、ノーマルステレオ。2012年4月・5月、ハイビジョン機材で撮影されたライブ作品がBlu-ray化された。
|                    | 発売日                        | タイトル                                                           | 規格    | 規格品番                                      |
| ------------------ | ----------------------------- | ------------------------------------------------------------------ | ------- | --------------------------------------------- |
| ライブ作品         | 1983年7月1日                  | THE夏祭り チャゲ&飛鳥 大阪城LIVE                                   | VHS     | 12PV-3                                        |
| ライブ作品         | 1984年4月1日                  | GOOD TIMES 1983.9.30 国立代々木競技場LIVE                          | VHS     | 10PV-14                                       |
| ライブ作品         | 1986年10月21日                | ONE SIDE GAME CHAGE&ASUKA IN YOKOHAMA STADIUM                      | VHS     | X98M-1431                                     |
| ライブ作品         | 1989年3月21日                 | WALK                                                               | VHS     | V88M-1842                                     |
| ライブ作品         | 2020年5月27日                 | WALK                                                               | DVD     | YMEHDVD-25                                    |
| PV集               | 1989年9月6日                  | CHAGE&ASUKA HISTORY I 〜10 years after〜                           | VHS     | V65M-1955                                     |
| ライブ作品         | 1990年3月7日                  | CHAGE&ASUKA HISTORY II 〜PRIDE〜                                   | VHS     | PCUP-10149                                    |
| PV集               | 1990年9月21日                 | SEE YA                                                             | VHS     | PCVP-10294                                    |
| PV集               | 2020年5月27日                 | SEE YA                                                             | DVD     | YMEHDVD-26                                    |
| ライブ作品         | 1991年3月21日                 | 太陽と埃の中で I                                                   | VHS     | PCVP-10489                                    |
| ライブ作品         | 1991年3月21日                 | 太陽と埃の中で II                                                  | VHS     | PCVP-10490                                    |
| PV集               | 1991年11月21日                | TREE                                                               | VHS     | PCVP-50670                                    |
| PV集               | 2020年8月5日                  | TREE                                                               | DVD     | YMEHDVD-27                                    |
| PV集               | 1992年12月16日                | Go to Eleven 〜GUYS〜                                              | VHS     | PCVP-51068                                    |
| PV集               | 2020年8月5日                  | Go to Eleven 〜GUYS〜                                              | DVD     | YMEHDVD-28                                    |
| ライブ作品         | 1993年3月24日                 | CONCERT MOVIE GUYS                                                 | VHS     | PCVP-51114                                    |
| ライブ作品         | 2012年4月25日                 | CONCERT MOVIE GUYS                                                 | Blu-ray | POXS-22006                                    |
| PV集               | 1994年2月18日                 | RED HILL                                                           | VHS     | PCVP-51385                                    |
| PV集               | 2020年11月11日                | RED HILL                                                           | DVD     | YMEHDVD-29                                    |
| ライブ作品         | 1994年9月21日                 | 15th ANNIVERSARY On Your Mark                                      | VHS     | PCVP-51513                                    |
| ライブ作品         | 2020年11月11日                | 15th ANNIVERSARY On Your Mark                                      | DVD     | YMEHDVD-30                                    |
| ライブ作品         | 1996年3月21日                 | ASIAN TOUR IN TAIPEI                                               | VHS     | PCVP-51854                                    |
| ライブ作品         | 2001年1月1日                  | ASIAN TOUR IN TAIPEI                                               | DVD     | YCBR-00002                                    |
| ライブ作品         | 1996年10月18日                | MTV UNPLUGGED LIVE                                                 | VHS     | PCVP-51971                                    |
| ライブ作品         | 2001年1月1日                  | MTV UNPLUGGED LIVE                                                 | DVD     | YCBR-00003                                    |
| PV作品             | 1997年7月25日                 | ジブリ実験劇場 On Your Mark                                        | VHS     | PCVP-52176                                    |
| ライブ作品         | 1999年12月31日                | LIVE BEST 1995-1999                                                | DVD     | TOBF-5018                                     |
| ライブ作品         | 2000年7月12日                 | 千年夜一夜ライブ 〜福岡ドーム 僕らがホーム〜                       | DVD     | YCBR-00001                                    |
| ライブ作品         | 2002年4月24日                 | CHAGE and ASKA CONCERT TOUR 01>>02 NOT AT ALL                      | VHS     | UMVK-1034~5                                   |
| ライブ作品         | 2002年4月24日                 | CHAGE and ASKA CONCERT TOUR 01>>02 NOT AT ALL                      | DVD     | UMBK-1034~5                                   |
| PV集               | 2003年3月12日                 | MUSIC ON FILMS                                                     | VHS     | UMVK-1056                                     |
| PV集               | 2003年3月12日                 | MUSIC ON FILMS                                                     | DVD     | UMBK-1056                                     |
| ライブ作品         | 2003年8月6日                  | CHAGE and ASKA CONCERT TOUR 02-03 THE LIVE                         | VHS     | UMVK-1058/9                                   |
| ライブ作品         | 2003年8月6日                  | CHAGE and ASKA CONCERT TOUR 02-03 THE LIVE                         | DVD     | UMBK-1058/9                                   |
| ライブ作品         | 2012年4月25日                 | CHAGE and ASKA CONCERT TOUR 02-03 THE LIVE                         | Blu-ray | POXS-22009                                    |
| ライブ作品         | 2004年3月31日                 | CHAGE and ASKA COUNT DOWN LIVE 03>>04 in SAPPORO DOME              | VHS     | UMVK-1076                                     |
| ライブ作品         | 2004年3月31日                 | CHAGE and ASKA COUNT DOWN LIVE 03>>04 in SAPPORO DOME              | DVD     | UMBK-1076                                     |
| ライブ作品         | 2012年4月25日                 | CHAGE and ASKA COUNT DOWN LIVE 03>>04 in SAPPORO DOME              | Blu-ray | POXS-22010                                    |
| DVDシングル        | 2004年9月22日                 | 36度線 -1995夏-                                                    | DVD     | UMBK-1077                                     |
| ライブ作品         | 2005年3月23日                 | CHAGE and ASKA 25th Anniversary Special チャゲ&飛鳥 熱風コンサート | DVD     | UMBK-1079/80                                  |
| ライブ作品         | 2012年4月25日                 | CHAGE and ASKA 25th Anniversary Special チャゲ&飛鳥 熱風コンサート | Blu-ray | POXS-22012                                    |
| ライブ作品         | 2006年2月1日                  | CHAGE and ASKA CONCERT TOUR 2004 two-five                          | DVD     | UMBK-9138                                     |
| ライブ作品         | 2012年4月25日                 | CHAGE and ASKA CONCERT TOUR 2004 two-five                          | Blu-ray | POXS-22011                                    |
| PV集               | 2007年1月24日                 | DOUBLE DVD                                                         | DVD     | UMBK-1116                                     |
| ライブ作品         | 2007年8月29日                 | CHAGE and ASKA Concert tour 2007 DOUBLE                            | DVD     | POBS-10001~2                                  |
| ライブ作品         | 2012年5月23日                 | CHAGE and ASKA Concert tour 2007 DOUBLE                            | Blu-ray | POXS-22014                                    |
| ライブ作品         | 2008年5月7日                  | CHAGE and ASKA Concert 2007 alive in live                          | DVD     | POBD-22001                                    |
| ライブ作品         | 2012年5月23日                 | CHAGE and ASKA Concert 2007 alive in live                          | Blu-ray | POXS-22015                                    |
| ライブ作品         | 2009年8月26日                 | CHAGE and ASKA LIVE DVD BOX 1                                      | DVD     | YCBR-10001/3                                  |
| ライブ作品         | 2009年9月23日                 | CHAGE and ASKA LIVE DVD BOX 2                                      | DVD     | YCBR-10004/6                                  |
| ライブ作品         | 2009年9月23日                 | CHAGE and ASKA LIVE DVD BOX 3                                      | DVD     | YCBR-10007/9                                  |
| ライブ作品         | 2012年4月25日                 | CHAGE&ASKA 夢の番人 SPECIAL EVENT 1993 GUYS                        | Blu-ray | POXS-22007                                    |
| ライブ作品         | 2019年8月25日                 | CHAGE&ASKA LIVE IN KOREA 韓日親善コンサート Aug.2000               | DVD     | YMEHDVD-20                                    |
| ライブ作品         | 完全受注生産 （受付期間限定） | CHAGE and ASKA LIVE DVD BOX 4                                      | DVD     | YMEHDVD-21/3                                  |
| ドキュメント作品集 | 2021年6月30日                 | THE VIDEO of CHAGE&ASKA TUG of C&A Vol.1〜5                        | DVD     | YMEHDVD-31/2（限定盤） YMEHDVD-33/4（通常盤） |

### 書籍
- 『愛すべきばかちんたちへ』CBSソニー出版、1981年12月10日。
- 『チャゲ&飛鳥写真集 闘魂（ザ・チャレンジ）』講談社、1982年10月18日。
- 『時計まわりの青春』集英社、1983年9月22日。
- 『PRIDE I 〜10年の複雑〜』八曜社、1989年7月20日。
- 『PRIDE II 〜10年の複雑〜』八曜社、1989年10月10日。
- 『10年の複雑（上）PRIDE（文庫版）』角川文庫、1992年10月10日。
- 『10年の複雑（下）PRIDE（文庫版）』角川文庫、1992年10月10日。
- 『CHAGE&ASKA DOCUMENT ASIAN TOURの真実 ‐アジアの肌を抱きしめた男たち』幻冬舎、1996年7月27日。
- 『two-five CHAGE&ASKA歌詞集』アスペクト、2004年3月25日。

### 写真集
- 『Chage & Aska concert movie Guys : print version』Tokyo FM出版、1993年1月31日。

### ファンクラブ限定
- 『ONE NIGHT MAGIC 〜君だけのチャゲ&飛鳥〜』（VHS、1986年）
- 『WE SHALL RETURN! 〜君だけのチャゲ&飛鳥 PART II〜』（VHS、1987年）
- 『THE VIDEO of CHAGE&ASKA TUG of C&A Vol.1』（VHS、1991年）
- 『THE VIDEO of CHAGE&ASKA TUG of C&A Vol.2』（VHS、1991年）
- 『THE VIDEO of CHAGE&ASKA TUG of C&A Vol.3』（VHS、1992年）
- 『THE VIDEO of CHAGE&ASKA TUG of C&A Vol.4』（VHS、1993年）
- 『史上最大の作戦』（ライブパンフレット+VHS、1993年）
- 『感謝』（VHS、1996年）
- 『ONE×ONE』（VHS、1999年）
- 『20th Anniversary Premium Live』（VHS、1999年・DVD、2007年）
- 『SPECIAL EVENT '93 GUYS 〜夢の番人〜』（VHS、1999年）
- 『史上最大の作戦 THE LONGEST TOUR 1993-1994』（VHS、1999年）
- 『千年夜一夜ライブ 〜福岡ドーム 僕らがホーム〜』（VHS、2000年）
- 『TUG OF C&A presents FROM HERE』（VHS、2000年）
- 『CHAGE and ASKA CONCERT TOUR 2004 two-five』（DVD3枚組、2005年）
- 『Blu-rayスペシャルセット』（Blu-ray15枚組、2012年）

### 楽曲提供
- 1987年 - 作曲「STAR LIGHT」（光GENJI）
作詞は、ASKA（飛鳥涼名義）が担当している。

## タイアップ
| 起用年 | タイトル                                      | タイアップ                                                                        |
| ------ | --------------------------------------------- | --------------------------------------------------------------------------------- |
| 1982年 | 熱い想い                                      | 映画『真紅な動輪』主題歌                                                          |
| 1982年 | 北風物語                                      | 明星食品「チャルメラ」CMソング                                                    |
| 1984年 | MOON LIGHT BLUES                              | セイコー CMソング                                                                 |
| 1987年 | SAILOR MAN                                    | 日本航空「'87 沖縄キャンペーン」キャンペーンソング                                |
| 1987年 | ロマンシングヤード                            | 「オージーフットボール'87」テーマソング                                           |
| 1988年 | 恋人はワイン色                                | テレビ朝日系ドラマ『あぶない雑居カップル』テーマソング                            |
| 1988年 | あきらめのBlue Day                            | フジテレビ系『桃色学園都市宣言!!』2月度オープニングテーマ                         |
| 1988年 | ラプソディ                                    | テレビ朝日系『ワールドプロレスリング』オープニングテーマ                          |
| 1988年 | Energy                                        | TBS系『朝のホットライン』テーマソング                                             |
| 1988年 | 男と女                                        | 大阪ガス「ガスルームエアコン」CMソング                                            |
| 1990年 | DO YA DO                                      | TOYOTA「スプリンターカリブ」CMソング                                              |
| 1990年 | 水の部屋                                      | 国内信販「KCカード」CMソング                                                      |
| 1990年 | モナリザの背中よりも                          | 国内信販「KCカード」CMソング                                                      |
| 1990年 | 太陽と埃の中で                                | 日清食品「カップヌードル」CMソング                                                |
| 1990年 | 太陽と埃の中で                                | フジテレビ系『TIME3』エンディングテーマ                                           |
| 1991年 | SAY YES                                       | フジテレビ系ドラマ『101回目のプロポーズ』主題歌                                   |
| 1991年 | 僕はこの瞳で嘘をつく                          | Panasonic「HALFコンポ」CMソング                                                   |
| 1991年 | 誰かさん 〜CLOSE YOUR EYES〜                  | 国内信販「KCカード」CMソング                                                      |
| 1991年 | BIG TREE                                      | パナソニック CMソング                                                             |
| 1991年 | BIG TREE                                      | ニッポン放送ラジオドラマ『沈黙の艦隊』主題歌                                      |
| 1991年 | 砂時計のくびれた場所                          | TBS系スペシャルドラマ『拝啓オグリキャップ様』主題歌                               |
| 1992年 | if                                            | パナソニック「RQ-S40V」CMソング                                                   |
| 1992年 | no no darlin'                                 | SUBARU キャンペーンソング                                                         |
| 1992年 | 今日は…こんなに元気です                       | 国内信販「KCカード」CMソング                                                      |
| 1992年 | 今日は…こんなに元気です                       | 日本航空 CMソング                                                                 |
| 1992年 | GUYS                                          | Panasonic「RESTY」「RQ-S85」CMソング                                              |
| 1992年 | WHY                                           | SUBARU「VIVIO」CMソング                                                           |
| 1992年 | 世界にMerry X'mas                             | SUBARU「VIVIO」CMソング                                                           |
| 1992年 | WALK                                          | SUBARU「VIVIO」CMソング                                                           |
| 1992年 | LOVE SONG                                     | 日本航空「'92 沖縄キャンペーン」キャンペーンソング                                |
| 1993年 | YAH YAH YAH                                   | フジテレビ系ドラマ『振り返れば奴がいる』主題歌                                    |
| 1993年 | 夢の番人                                      | 「LIVE UFO '93」テーマソング                                                      |
| 1993年 | 君はなにも知らないまま                        | フジテレビ系ドラマ『振り返れば奴がいる』挿入歌                                    |
| 1993年 | Sons and Daughters 〜それより僕が伝えたいのは | SUBARU イメージソング                                                             |
| 1993年 | Sons and Daughters 〜それより僕が伝えたいのは | ファミリーマート CMソング                                                         |
| 1993年 | なぜに君は帰らない                            | SUBARU「IMPREZA」CMソング                                                         |
| 1993年 | なぜに君は帰らない                            | フジテレビ系ドラマスペシャル『振り返れば奴がいる』エンディングテーマ              |
| 1993年 | 今夜ちょっとさ                                | 味の素「クノール北海道ポタージュ」CMソング                                        |
| 1993年 | THE TIME                                      | フジテレビ系情報番組『タイムアングル』エンディングテーマ                          |
| 1993年 | You are free                                  | アサヒ飲料 缶コーヒー「J.O.」CMソング                                             |
| 1993年 | 太陽と埃の中で                                | ヤマハ発動機オートバイ「TT250R」CMソング                                          |
| 1993年 | 野いちごがゆれるように                        | 日本航空 CMソング                                                                 |
| 1993年 | RED HILL                                      | 日本航空 CMソング                                                                 |
| 1994年 | Knock                                         | 日本航空 CMソング                                                                 |
| 1994年 | HEART                                         | 映画『ヒーローインタビュー』主題歌                                                |
| 1994年 | NATURAL                                       | 映画『ヒーローインタビュー』オープニングテーマ                                    |
| 1994年 | PRIDE                                         | 映画『ヒーローインタビュー』挿入歌                                                |
| 1994年 | On Your Mark                                  | 「アメリカンフェスティバル '94」テーマソング                                      |
| 1994年 | めぐり逢い                                    | フジテレビ系ドラマ『妹よ』主題歌                                                  |
| 1994年 | 天気予報の恋人                                | SUBARU「VIVIO」CMソング                                                           |
| 1995年 | Something There                               | 映画『ストリートファイター』エンディングテーマ                                    |
| 1995年 | Something There                               | 日本航空 CMソング                                                                 |
| 1995年 | DO YA DO                                      | SUBARU「VIVIO」CMソング                                                           |
| 1995年 | 好きになる                                    | NHKドラマ『妻の恋』主題歌                                                         |
| 1996年 | river                                         | TBS系ドラマ『リスキーゲーム』主題歌                                               |
| 1996年 | One Day                                       | TBS系『COUNT DOWN TV』5月度オープニングテーマ                                     |
| 1997年 | もうすぐだ                                    | JAL CMソング                                                                      |
| 1999年 | この愛のために                                | NEC 企業CMソング                                                                  |
| 1999年 | VISION                                        | NHK BS 10周年イメージソング                                                       |
| 1999年 | no doubt                                      | NEC 企業CMソング                                                                  |
| 1999年 | the corner                                    | ディレクTV「冬のキャンペーン」CMソング                                            |
| 1999年 | 僕がここに来る前に                            | テレビ朝日系ドラマ『輝ける瞬間』主題歌                                            |
| 1999年 | もうすぐ僕らはふたつの時代を超える恋になる    | JAL SEASONS CMソング                                                              |
| 2000年 | 鏡が映したふたりでも                          | NEC 企業CMソング                                                                  |
| 2001年 | ロケットの樹の下で                            | 三井住友海上火災保険「MOST」CMソング                                              |
| 2001年 | パラシュートの部屋で                          | 三井住友海上火災保険「MOST」CMソング                                              |
| 2001年 | パラシュートの部屋で                          | フジテレビ系『金曜エンタテイメント』オープニングテーマ                            |
| 2001年 | C-46                                          | 日本テレビ系『スーパーテレビ情報最前線』エンディングテーマ                        |
| 2001年 | not at all                                    | TBS系『エクスプレス』テーマソング                                                 |
| 2002年 | 夢の飛礫                                      | テレビ東京系新世紀ワイド時代劇『壬生義士伝 〜新撰組でいちばん強かった男〜』主題歌 |
| 2003年 | デェラ・シエラ・ム                            | フジテレビ「ケータイサイト」CMソング                                              |
| 2004年 | SAY YES                                       | 三菱自動車「グランディス」CMソング                                                |
| 2006年 | ボクラのカケラ                                | 日本テレビ系『打鐘!北京五輪への道 走り出したHEROたち』エンディングテーマ          |
| 2007年 | Man and Woman                                 | TBS系『2時っチャオ!』エンディングテーマ                                           |
| 2007年 | Man and Woman                                 | エムティーアイ「music.jp」CMソング                                                |
| 2007年 | Here & There                                  | フジテレビ系『ウチくる!?』エンディングテーマ                                      |
| 2007年 | Here & There                                  | 日清製粉グループ 企業CMソング                                                     |
| 2009年 | YAH YAH YAH                                   | キリン「淡麗W」CMソング                                                           |

## 出演

### ラジオ
- スーパーギャング（1984年10月 - 1985年3月、TBSラジオ）
- オジンはバッテン!まるごとヤングミュージック 松本伊代・チャゲ&飛鳥 あなたにお手ぁげ（1982年10月 - 1983年3月、ニッポン放送）
- 電撃わいどウルトラ放送局（1980年4月 - 1981年3月、ラジオ関東）
- チャゲ&飛鳥のただ今青春100%
- MBSミュージックマガジン（1981年10月 - 1982年3月、MBSラジオ）
- MBSヤングタウン（1983年4月 - 1984年9月、MBSラジオ）
- Cafe Noevir CHAGE&ASKA What's Hot!（2001年10月 - 2002年3月、TOKYO FM）
- CHAGE&ASKAのオールナイトニッポン スーパーデラックス!（2001年12月19日、ニッポン放送）
- アーティスト・プロデュース・スーパー・エディション（2002年12月・2007年1月、JFN）

### CM
- 国内信販「KCカード」（1990年 - 1992年）
- パナソニック「HALFコンポ」（1991年）
- パナソニック「RQ-S40V」「RQ-S85」「RESTY」（1992年）
- JAL 企業CM（1992年 - 1997年）
- JAL「JAL SEASONS」（1999年）
- ファミリーマート「Save the Children with CHAGE&ASKA」（1993年）
- アサヒビール「J.O.」（1993年）
- NEC 企業CM（1999年 - 2000年）
- 三井住友海上自動車保険「MOST」（2001年）
- フジテレビケータイサイト（2003年）
- music.jp（2007年）

### これまでに放送された単独スペシャル番組
※下記スペシャル番組以外にも、1980年代からコンサート音源をラジオでオンエアしたり、コンサートの模様をテレビ放送することを行ってきた。
- CHAGE&ASKA IN LONDON（1990年9月17日、NHK総合）

アルバム『SEE YA』完成後、ロンドンの教会で行ったライブと舞台裏の模様を収録した番組。
- CHAGE&ASKA HISTORY '79 - '90（1991年12月27日、NHK BS2）

1979年のデビュー時から1990年に2人がソロ活動するまでの期間を、秘蔵映像やリリースした映像作品の中からまとめたもの。
- CHAGE&ASKA HISTORY DOCUMENT '91（1991年12月28日、NHK BS2）

1990年のソロ活動から1991年のコンサートツアー「SAY YES」のリハーサルまでの活動をまとめた内容。
- SUBARU X'mas Presents Chage & Aska 世界にMERRY X'MAS（1992年12月13日、フジテレビ系）

アルバム『GUYS』のロンドンレコーディング風景や、ミュージックビデオ撮影の様子などが放送され、この番組のために収録した歌も披露された。
- CHAGE&ASKAスペシャル -Mr.ASIA- THE WORLD MUSIC AWARDS CHAGE&ASKA in MONACO（1993年10月25日、NHK BS2）
- CHAGE&ASKAスペシャル -Mr.ASIA- '92 - '93 CHAGE&ASKAの軌跡（1993年10月26日、NHK BS2）

1992年から1993年のコンサートツアー「史上最大の作戦 THE LONGEST TOUR 1993-1994」初日の開演直前までをまとめた番組。日本ゴールドディスク大賞受賞時の模様や、初のアジアプロモーション、ツアーリハーサルを追った内容であった。
- CHAGE&ASKA 史上最大のメリークリスマス（1993年12月23日、日本テレビ系）

ゴールデンタイムに2時間の生放送であった。出演は、CHAGE&ASKAの他に、2人にゆかりのあるゲストを招いてのトークや歌の披露、CHAGE&ASKAの楽曲を使用したショートドラマの放送や、よみうりランドEASTで電球にメッセージを書き込んだ巨大クリスマスツリーの点灯、その後にCHAGE&ASKAが生登場し、歌を披露するなど、盛り沢山の内容であった。
- CHAGE&ASKAスペシャル 54分の衝撃（1993年12月25日、NHK総合）
- CHAGE&ASKA SPECIAL Mr.ASIA 世界音楽祭3年連続受賞!! 1994 The World Music Awards（1994年7月24日、テレビ朝日系）
- 15th Anniversary Special -起-（1994年8月23日、WOWOW）
- 15th Anniversary Special -承-（1994年8月24日、WOWOW）
- 15th Anniversary Special -転-（1994年8月25日、WOWOW）
- ミュージックステーション『CHAGE&ASKA 15周年記念スペシャル』（1994年9月2日、テレビ朝日系）

デビュー15周年を記念し、ゲストがCHAGE&ASKAのみという内容で放送された。2013年現在、本番組でゲストが1組のみのスペシャル番組が放送されたのは、他にDREAMS COME TRUE（1994年8月12日放送）とサザンオールスターズ（2008年8月8日放送）がある。
- 史上最大の作戦 IN ASIA CHAGE&ASKA その瞳で見てくれ（1996年6月16日、フジテレビ系）
- CHAGE&ASKA スーパーライブ 〜270日間の軌跡〜（1997年1月3日、NHK BS2）

1995年から1996年にかけての活動をまとめた番組。ライブビデオ『ASIAN TOUR IN TAIPEI』からのライブ映像や、ツアーの裏側にも迫った内容であった。
- CHAGE&ASKA 20th FILE（1999年3月～4月、スペースシャワーTV）

3年ぶりのCHAGE&ASKA再始動、そしてデビュー20周年を迎えるにあたり、9回に渡ってCHAGE&ASKAの歴史を紐解いていく番組であった。最終回には、CHAGE&ASKAも出演し、インタビューが放送された。
- CHAGE&ASKA 再始動 〜IS BACK〜（1999年4月3日、WOWOW）

2人の個別インタビューに加え、シングル「この愛のために/VISION」のレコーディング風景、PV撮影の様子やお互いのソロ活動のダイジェスト映像も放送された。
- CHAGE&ASKA TV（1999年12月、ディレクTV）

デビュー20周年を記念してディレクTV内に1ヶ月限定で開局されたチャンネル。無料放送であった。放送最終日の12月31日は、カウントダウンライブ「千年夜一夜ライブ 〜福岡ドーム 僕らがホーム〜」が生放送された。
- BSスペシャル スーパーライブ CHAGE & ASKA 1999-2000 〜もうすぐ僕らはふたつの時代を超える恋になる〜（2000年4月7日、NHK BS2）
- BSスペシャル スーパーライブ CHAGE & ASKA 〜KEEP ON RUNNING〜（2001年10月25日、NHK BS2）
- CHAGE and ASKA 25th Anniversary CHANNEL（2004年8月、Sky PerfecTV パーフェクトチョイスプレミアム ch179）

デビュー25周年を記念し、PPV方式で1ヶ月限定開局したチャンネル。内容は、過去にリリースされた映像作品をまるごとオンエアするといったもので、無料放送時間帯には「36度線 -1995夏-」のミュージックビデオも放送された。

### その他
- フジテレビ系ドラマ『振り返れば奴がいる』（1993年1月13日 - 3月24日）※オープニング映像に出演
- フジテレビ系ドラマスペシャル『振り返れば奴がいる』（1993年12月29日）※オープニング映像に出演